# Biserica de lemn din Satu Nou, Brașov

Biserica de lemn din Satu Nou, județul Brașov

Biserica de lemn din Satu Nou se află în satul cu același nume din comuna brașoveană Hălchiu. A fost construită în anul 1688 în Rășinari de unde a fost adusă și refăcută pe locul actual în anul 1889. Are hramul Sfântul Dumitru. Biserica se află pe noua listă a monumentelor istorice sub codul LMI:  BV-II-m-B-11775.

## Istoric
Tradiția spune că aceasta ar fi fost cumpărată din Rășinari, județul Sibiu, și montată aici în 1889. Biserica nu a suferit modificări structurale, păstrându-și forma inițială. Biserica datează, conform tradiției din Rășinari, din anul 1688.